# 笠岡地区消防組合
笠岡地区消防組合（かさおかちくしょうぼうくみあい）は、岡山県笠岡市、浅口市及び浅口郡里庄町によって組織された一部事務組合（消防組合）である。

## 概要
- 消防本部：笠岡市十一番町4番地の3
- 管内面積：194.07km2
- 職員数：130名
- 消防署2カ所、出張所2カ所
- 主力機械（2016年4月1日現在）
  - 消防ポンプ自動車：6
  - 水槽付消防ポンプ自動車：2　Ⅱ型
  - 化学消防車：1
  - 救助工作車：2
  - はしご付消防自動車：1
  - 小型動力ポンプ付水槽車：1
  - 指揮車：1
  - 広報車：4
  - 資材搬送車：1
  - 高規格救急車：6
  - その他：12

なお、浅口市のうち旧金光町域は合併前からの倉敷市消防局への事務委託を継続しており、当消防本部の管轄ではない。

## 沿革
- 1972年4月　笠岡市・浅口郡鴨方町・寄島町及び里庄町の1市3町により消防を広域的に処理するため笠岡地区消防組合・笠岡消防署が発足する。
- 1973年6月　鴨方出張所が業務を開始する。
- 1976年8月　笠岡消防署が新庁舎で業務を開始とともに、浜田駐在を設置する。
- 1980年2月　寄島出張所が業務を開始する。
- 1983年10月　浜田駐在が浜田分駐所となる。
- 1988年
  - 3月　浜田分駐所を廃止する。
  - 4月　北出張所が業務を開始する。
- 1998年6月　水難救助隊を編成する。
- 2000年4月　組織改革により鴨方出張所が鴨方消防署となり、笠岡消防署と鴨方消防署の2署体制となる。
- 2006年3月　鴨方町・寄島町及び金光町が合併し浅口市が発足する。旧金光町域の倉敷市消防局への事務委託は継続する。

## 組織
- 消防本部 - 消防総務課、予防課、警防課、通信指令課
- 消防署

## 消防署
| 消防署     | 住所                            | 出張所                         |
| ---------- | ------------------------------- | ------------------------------ |
| 笠岡消防署 | 笠岡市十一番町4番地の3          | 北：笠岡市吉田12番地の5        |
| 鴨方消防署 | 浅口市鴨方町六条院中2144番地の1 | 寄島：浅口市寄島町7540番地の11 |